# Decidofobie

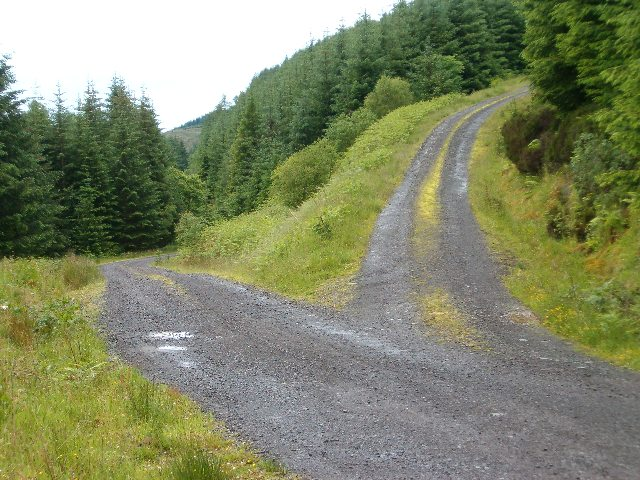
Ilustrace nutného rozhodnutí mezi dvěma cestami

Decidofobie (z latiny decido - rozhodnout, ze starořečtiny fobos - strach) je iracionální strach z rozhodování. Člověk trpící decidofobií se děsí špatného rozhodnutí, a tak je ochromený od provedení jakéhokoli rozhodnutí a často rozhodnutí odkládá. Raději přenechá rozhodnutí na jiných – např. na partnerovi/partnerce nebo rodiči. Nakonec, když se člověk neléčí, se může stát, že nemůže provádět žádné osobní rozhodnutí, bez ohledu na závažnost a stane se zcela závislým na jiné osobě.

## Příznaky
- závratě
- třes
- bušení srdce
- zrychlené dýchání
- neschopnost mluvit nebo nejasné myšlení
- pocit odtržení od reality
- úzkost
- svalové napětí
- nadměrné pocení
- nevolnost
- sucho v ústech